# SN 2005jj
SN 2005jj – supernowa typu Ia odkryta 28 października 2005 roku w galaktyce A205644+0024. W momencie odkrycia miała maksymalną jasność 22,90m.